# Reserva Extrativista de Arapiranga-Tromaí
A Reserva Extrativista de Arapiranga-Tromaí é uma unidade de conservação federal do Brasil categorizada como reserva extrativista e criada por Decreto Presidencial nº 9.339, de 5 de abril de 2018 numa área de 186.908 hectares no litoral ocidental estado do Maranhão. Fica localizada entre os municípios de Carutapera e Luís Domingues.
A RESEX fica localizada na região conhecida como Reentrâncias Maranhenses, no litoral amazônico maranhense, e uma das regiões mais ricas em manguezais do país. Os rios Tromaí e Arapiranga banham a reserva. 
Entre seus os objetivos estão: a proteção dos recursos naturais renováveis utilizados pela população extrativista de forma tradicional, valorizando e respeitando seu conhecimento e sua cultura; proteção das espécies marinhas da fauna ameaçada de extinção, em especial as áreas de reprodução, de alimentação e de abrigo do peixe-boi marinho (Trichechus manatus); proteção dos pontos de descanso, de alimentação e de reprodução de espécies de aves migratórias nas rotas neotropicais; e conservação dos bens e serviços ambientais costeiros prestados pelos manguezais, as praias, os campos de dunas e as lagunas da região.
De acordo com dados do ICMBio, a unidade beneficiaria 5 mil famílias.